# National Association for the Advancement of Colored People

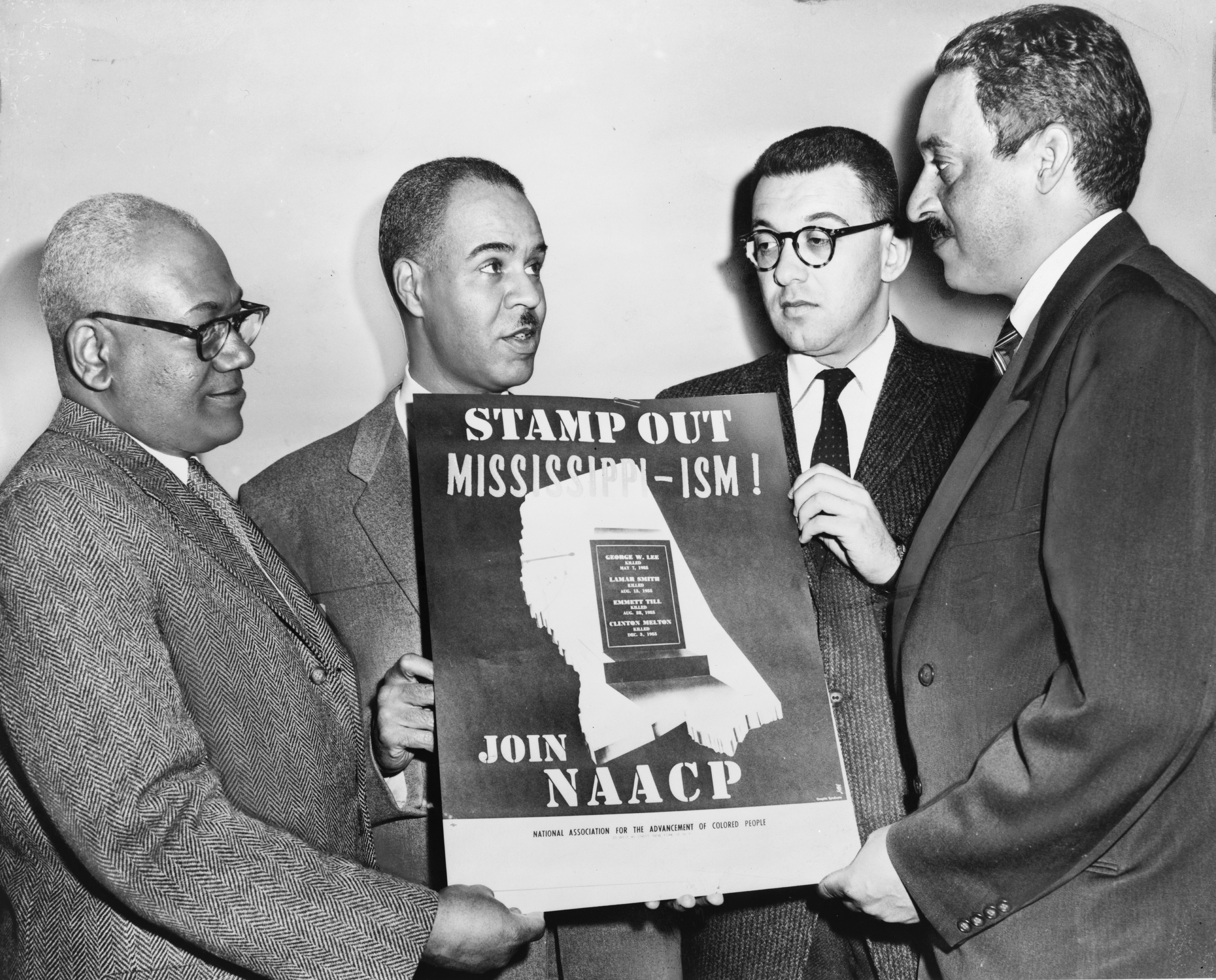
Ledare i NAACP (Thurgood Marshall längst till höger) med en affisch mot rassegregationen i Mississippi, 1956.

The National Association for the Advancement of Colored People (ungefärlig översättning: Nationell samling för färgades avancemang), eller NAACP, är en av USA:s äldsta och mest inflytelserika medborgarrättsrörelser. Organisationen grundades 1909 och arbetar för politisk, utbildningsmässig, social och ekonomisk jämlikhet mellan alla människor och mot rasism och diskriminering. Organisationen har sitt högkvarter i Baltimore, Maryland. 

## Historia
Rörelsen grundades i samband med ett möte som hölls mellan vita liberaler och svarta intellektuella (bland de förra fanns bland annat Mary White Ovington och William English Walling, och bland de senare W.E.B. Du Bois och Mary Church Terrell) efter ett rasistiskt upplopp i Illinois huvudstad Springfield. Inspiration kom från Du Bois tidigare rörelse Niagara Movement, och dess mål var att garantera att de trettonde, fjortonde och femtonde tilläggen till USA:s författning (det vill säga förbud mot slaveri, lika lagliga rättigheter, och allmän och lika rösträtt för män) skulle gälla för alla amerikaner. Ett kontor i New York öppnades 1910 och en styrelse skapades. Du Bois blev den enda afroamerikanen i styrelsen, men han gjordes till ledare för pressavdelningen och grundade organisationens officiella tidskrift, The Crisis. I Crisis diskuterades frågor som berörde svarta, som lynchningar, men man publicerade även afroamerikansk litteratur och konst.
NAACP förde olika fall till domstol för att därmed på juridisk väg hjälpa den afroamerikanska befolkningen. Redan 1910 lyckades organisationen avskaffa en lag i Oklahoma som med en övergångsbestämmelse begränsade rösträtten. En annan prioritet var att stoppa lynchningar. Walter F. White, som blivit organisationens sekreterare 1930, gjorde både efterforskningar om lynchning, och deltog i att stoppa rasisten John J. Parker från att nomineras till USA:s högsta domstol. White använde även sin vänskap med Eleanor Roosevelt för att driva på presidenten till att stifta lagar mot diskriminering. Under 50-talet var det till stor del NAACP:s, och dess medlem Thurgood Marshalls, förtjänst att högsta domstolen 1954 förbjöd rassegregation inom skolväsendet.

## ACT-SO programmet
NAACP har sedan 1978 stöttat ACT-SO-programmet (Afro-Academic, Cultural, Technological and Scientific Olympics) för high school-ungdomar i landet. Programmet uppmuntrar och belönar unga afroamerikaner som visar framsteg inom vetenskap, teknologi och konst. Vinnarna i de lokala uttagningarna får åka till en nationell tävling som hålls varje sommar på olika ställen i USA. 
Sedan 1915 delar man ut Spingarn Medal, namngiven efter Joel Elias Spingarn.